# Уньга
Уньга — река в Крапивинском районе Кемеровской области России. Образуется слиянием Северной Уньги и Южной Уньги. Впадает в Томь слева в 323 км от её устья. Длина реки — 25 км, площадь водосборного бассейна — 1810 км². Средняя ширина 15-18 метров.
Высота устья — 118 м над уровнем моря. Высота истока — 129 м над уровнем моря.
На реке находится деревня Сарапки. В советское время на реке вели добычу гравия. В последнее время наблюдается обмеление и зарастание реки тальником. Весной сильно разливается. Водится карась, пескарь, щука.

## Данные водного реестра
По данным государственного водного реестра России относится к Верхнеобскому бассейновому округу, водохозяйственный участок реки — Томь от города Новокузнецк до города Кемерово, речной подбассейн реки — Томь. Речной бассейн реки — (Верхняя) Обь до впадения Иртыша.